# Виринга, Йохан
Йоханнес Эверт (Йохан) Виринга (нидерл. Johannes Evert "Johan" Wieringa; 20 ноября 1943, Гронинген — 19 октября 1973, Вассенаар) — нидерландский футболист, выступал на позиции нападающего. Воспитанник футбольных команд ГРК и «Би Квик 1887». На профессиональном уровне дебютировал в составе амстердамского «Аякса». Выступал также за «Камбюр» из Леувардена, где был одним из лучших бомбардиров, и за «Витесс» из Арнема. Скончался в возрасте 29 лет от сердечной недостаточности.

## Биография
Йохан Виринга родился 20 ноября 1943 года в городе Гронинген. Спортивную карьеру Йохан начал в местной детской футбольной команде ГРК. Затем Виринга попал в другой клуб из Гронингена «Би Квик 1887». Выступая за клуб он несколько раз получал вызов в молодёжную сборную Нидерландов.
Вскоре Йохан оказался в амстердамском «Аяксе». Проведя всего один год во второй команде «Аякс» 19-летний нападающий был взят в основной состав. 

### «Аякс»
Дебютный матч в чемпионате Нидерландов Виринга провёл 25 августа 1963 года против «Фортуны ’54». В той игре амстердамцы в гостях потерпели поражение со счётом 2:1. Однако шансов закрепиться в основном составе у молодого форварда не было, так как в линии нападение клуба тогда были слишком сильные игроки. Свой второй матч за «Аякс» Йохан провёл лишь 12 декабря, выйдя на замену в гостевой игре против «Гоу Эхеда» (1:0).
25 апреля 1964 года в игре против ПСВ Йохан во второй раз в сезоне был включён в основной состав с первых минут. В линии нападения Виринга играл вместе с Шаком Свартом, однако в гостевой игре амстердамцы пропустили первыми, на 16-й минуте отличился форвард ПСВ Пьер Керкхофс, он же и стал автором победного гола в концовке встречи.

### «Камбюр»
После окончания сезона Виринга решил покинуть команду, однако у него всё ещё действовал контракт с «Аяксом». Единственным возможным покупателем стал клуб «Камбюр» из Леувардена, но запрашиваемая сумма в 35 тысяч гюльденов была для них слишком высокой. В конце июня Йохан даже сыграл товарищеский матч за «Камбюр», и довольно неплохо себя проявил. В конце июля Виринга всё же заключил контракт с клубом, 20-летний игрок был приобретён у амстердамцев за 40 тысяч гюльденов. «Камбюр» был основан 19 июня 1964 года, в сезоне 1964/65 команде предстояло  выступить во втором дивизионе Нидерландов. Предшественником этого клуба являлась команда «Леуварден», но она в 1964 году перешла в любительский дивизион.
Перед началом чемпионата в августе клуб провёл несколько товарищески матчей, и Йохан принял в них участие. В новой команде Йохан официально дебютировал 23 августа в матче против «Витесса», завершившемся разгромной победой «Камбюра» со счётом 6:0. В первой же игре Виринга отметился хет-триком, ещё два мяча были на счету Аренда ван дер Вела, и один гол забил Дирк Рулфсема. Для команды сезон выдался по настоящему золотым, «Камбюр» стал победителем второго дивизиона в группе А и вышел в плей-офф за путёвку в первый дивизион. Соперником «Камбюра» в матче плей-офф стала команда из Дордрехта ДФК, игра между ними состоялась 9 мая 1965 года. Несмотря на два пропущенных мяча, «Камбюр» всё же победил со счётом 2:6. В той игре хет-триком отметился Рулфсема, а Виринга, Аренд ван дер Вел и Яп Мюлдер забили по одному мячу. После окончания матча болельщики клуба буквально носили своих игроков на руках. Виринга в 24 матчах чемпионата забил 17 мячей, такой же результат был и у Дирка Рулфсема, но у него было на три проведённых игры больше. К тому же, в октябре Виринга был дисквалифицирован на четыре матча, и поэтому он даже не смог сыграть в матче Кубка Нидерландов против клуба ГВАВ, в котором его одноклубники уступили со счётом 0:1.

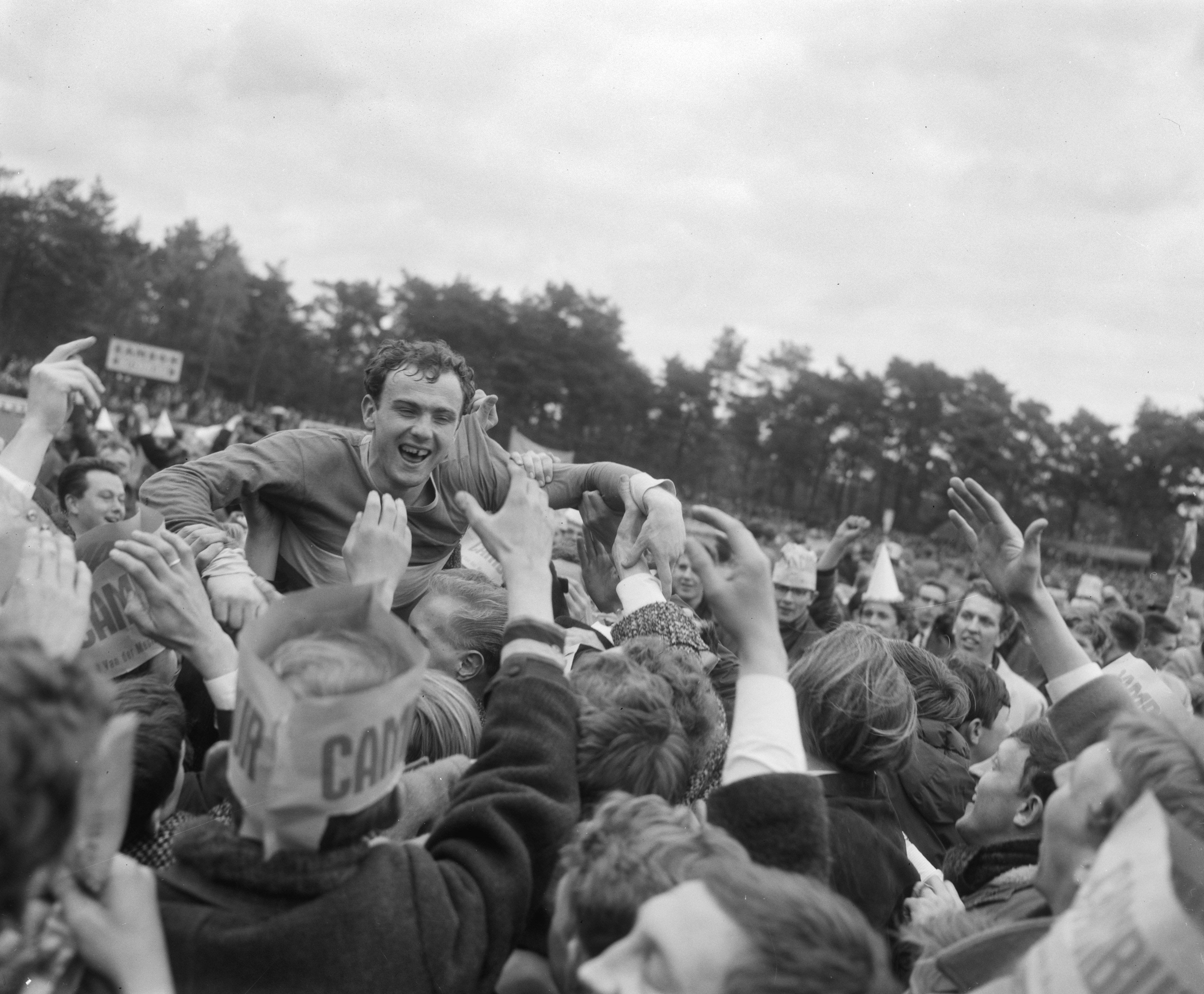
Виринга после победы над клубом ДФК (9 мая 1965 года).

В середине июня 1965 года Йохан попросил свою команду выставить его на трансфер, однако клуб надеялся, что он подпишет с ними контракт, который его устроит. Несмотря на это, Виринга пытался договориться с роттердамской «Спартой», но переговоры с клубом ни к чему не привели. В конечном итоге Йохан всё же подписал однолетний контракт с «Камбюром». В конце июля «Камбюр» провёл товарищеский матч с немецким «Франкфуртом», по большому счёту, это было представление нового состава клуба. Впервые участвовавший в первом дивизионе «Камбюр» начал сезон с гостевой победы над клубом «Велокс» из Утрехта. Первый гол в игре на 22-й минуте забил Виринга, но затем дублем отметился одноклубник Йохана Дирк Рулфсема. Игроки «Велокса» смогли отыграть лишь один гол, в итоге футболисты из Леувардена одержали первую победу в чемпионате. Но затем команда потерпела два крупных поражения, сначала от «Ксерксеса» (2:4), а затем и от «Волендама» (4:1).
14 октября команда Йохана провела товарищескую игру с военной сборной Нидерландов по футболу, до этого, «Камбюр» в начале месяца сыграл товарищеский матч с немецким клубом «Хамборн 07» (3:1). В конце октября менеджер команды Ситсе Вестра наложил на Йохана денежный штраф в размере 300 гюльденов. Причиной стала неявка игрока на гостевой матч против НАК’а (2:0). Виринга в то время был на службе в армии в городе Амерсфорт, но из-за плохого поведения его не отпустили в клуб. В ноябре «Камбюр» одержал первую в сезоне победу в Кубке Нидерландов, со счётом 3:1 был повержен «Херенвен». Однако в первой игре группового этапа клуб из Леувардена потерпел крупное поражение от «Вендама» (3:0). В начале декабря Йохан был вынужден пропустить матч чемпионата против «Де Волевейккерса» в связи со смертью члена его семьи. В отсутствии Виринги «Камбюр» 5 декабря сыграл с «Де Волевейккерсом» вничью 3:3. В январе «Камбюр» сыграл последнюю третью игру в Кубке Нидерландов, проиграв клубу ГВАВ со счётом 4:1, команда Виринги вылетела из розыгрыша кубка. В апреле Йохан не смог принять участие в нескольких матчах чемпионата, так как находился в Восточной Германии. На протяжении всего сезона Виринга и Рулфсема буквально тянули за собой команду, в турнирной таблице «Камбюр» финишировал только на девятом месте. В списке бомбардиров клуба Йохан с 11 голами занял второе место, а лучшим стал Рулфсема забивший 13 мячей.
Перед началом сезона «Камбюр» провёл ряд товарищеских встреч, в этих матчах Виринга отличился несколькими голами. 18 ноября для команды Виринги начался новый сезон, в первой домашней игре «Камбюр» одержал победу над «Ден Босом» со счётом 2:1, а Йохан в том матче был одним из самых опасных игроков. В целом, сезон для Йохан выдался неудачным, он получал часто травмы и пропускал много матчей. Как итог, Виринга забил лишь один единственный гол в 16 матчах.
Однако в команде всё же появился игрок способный заменить Йохана в атаке, им стал новичок клуба Хенни Веринг, купленный у «Фейеноорда» всего за 5 тысяч гюльденов. Но главной ударной силой клуба в сезоне стал Дирк Рулфсема, наколотивший 23 гола. «Камбюр» завершил сезон на высоком четвёртом месте.

### «Витесс»
Летом 1967 года Йохан был выставлен клубом на продажу. Среди потенциальных покупателей футболиста был «Херенвен», а также выступающий в первом дивизионе клуб «Витесс». Последний из них и заполучил 23-летнего нападающего. В первой игре против своей бывшей команды Йохан не смог сыграть из-за травмы колена, матч завершился вничью 1:1. Как и в прошлым сезоне, Виринга слишком часто травмировался, за сезон он забил лишь два гола в чемпионате, в играх против команд ХВК и «Де Волевейккерс», а также один гол в кубковой игре против «Вагенингена».

### Последние годы
После ухода из «Витесса», Йохан вернулся обратно в Гронинген, там он выступал в любительском дивизионе за клуб ГРК, в котором когда-то начинал карьеру футболиста.  
19 октября 1973 года Йохан Виринга неожиданно умер в возрасте 29 лет в деревни Вассенаар, причиной смерти стала сердечная недостаточность. Йохан был похоронен на семейном кладбище, находящемся в Вассенааре на западе Нидерландов.